# Paratheridula perniciosa
Genre
Espèce
Synonymes
- Theridion perniciosum Keyserling, 1886
- Mysmena quadrimaculata Banks, 1896
- Theridion arcadicum Gertsch & Archer, 1942

Paratheridula perniciosa, unique représentant du genre Paratheridula, est une espèce d'araignées aranéomorphes de la famille des Theridiidae.

## Distribution
Cette espèce se rencontre en Amérique, du Sud des États-Unis au Chili.

## Description
Le mâle décrit par Levi en 1967 mesure 1,5 mm et les femelles de 1,4 à  2,2 mm.

## Publications originales
- Keyserling, 1886 : Die Spinnen Amerikas. Theridiidae. Nürnberg, vol. 2, p. 1-295 (texte intégral).
- Levi, 1957 : The North American spider genera Paratheridula, Tekellina, Pholcomma and Archerius (Araneae: Theridiidae). Transactions of the American Microscopical Society, vol. 76, p. 105-115.